# آب‌انبار تدین
آب‌انبار تدین مربوط به دوره قاجار است و در سمنان، داخل بافت شهری، جنب کارخانه ریسمان ریسی واقع شده و این اثر در تاریخ ۲۵ اسفند ۱۳۸۰ با شمارهٔ ثبت ۵۶۴۶ به‌عنوان یکی از آثار ملی ایران به ثبت رسیده است.